# Nick La Rocca
Pour les articles homonymes, voir Rocca.
Dominic James La Rocca, dit Nick La Rocca (parfois orthographié LaRocca), né le 11 avril 1889 à La Nouvelle-Orléans et mort le 22 février 1961  dans la même ville, est un cornettiste de jazz américain, connu pour avoir popularisé le jazz avec l'orchestre qu'il a fondé.

## Biographie
Autodidacte, Nick La Rocca commence dans des orchestres amateurs.
À ses débuts, il joue dans le « Papa Jack Laine's Reliance Band ». Il forme avec le batteur Johnny Stein un groupe qui, après des débuts à La Nouvelle-Orléans, s'installe à Chicago. Stein quitte le groupe (remplacé par Tony Sbarbaro) et l'Orchestre devient l'« Original Dixieland Jass Band » (sic) alias Original Dixieland Jazz Band.
Cet orchestre enregistre en février 1917 ce qui est considéré par tradition comme le « premier disque de jazz ». L'orchestre connait un grand succès, mais, en 1925, Nick La Rocca, à la suite d'une dépression nerveuse, dissout le groupe.
Il fait une tentative de « comeback » en 1936 en remontant l'Original Dixieland Jazz Band. Il arrête définitivement la musique et ne participe pas aux « résurrections » suivantes de l'orchestre.